# Niewcyrska Przełęcz
Niewcyrska Przełęcz (słow. Nefcerské sedlo, niem. Neftzerjoch, węg. Nefcer-hágó, 2262 m n.p.m.) – przełęcz położona w bocznej grani słowackich Tatr Wysokich odchodzącej od Cubryny w kierunku Krywania (głównej grani odnogi Krywania). Przełęcz oddziela od siebie dwa szczyty – Ostrą i Krótką (a dokładniej wschodni wierzchołek Krótkiej).
Szerokie siodło przełęczy przez wiele lat było wygodnym połączeniem Doliny Suchej Ważeckiej z Niewcyrką. Obecnie na przełęcz nie prowadzi żaden szlak turystyczny. Przejście znane było od dawna.
Pierwsze odnotowane przejście zimowe – E. Baur, Alfred Martin 19 marca 1906 r., ale jest wielce prawdopodobne, że zimą wcześniej na przełęczy był Peter Havas podczas podejścia na Ostrą i Krótką w styczniu 1906 r.
Dawniej przełęcz zwana była po słowacku także Suchovodské sedlo lub Krátke sedlo, po niemiecku Sucha-Pass lub Suchawodajoch, a po węgiersku Szucha-hágó. Wysokość przełęczy określano wcześniej na około 2270 m.